# مطيافية جسيمات ألفا

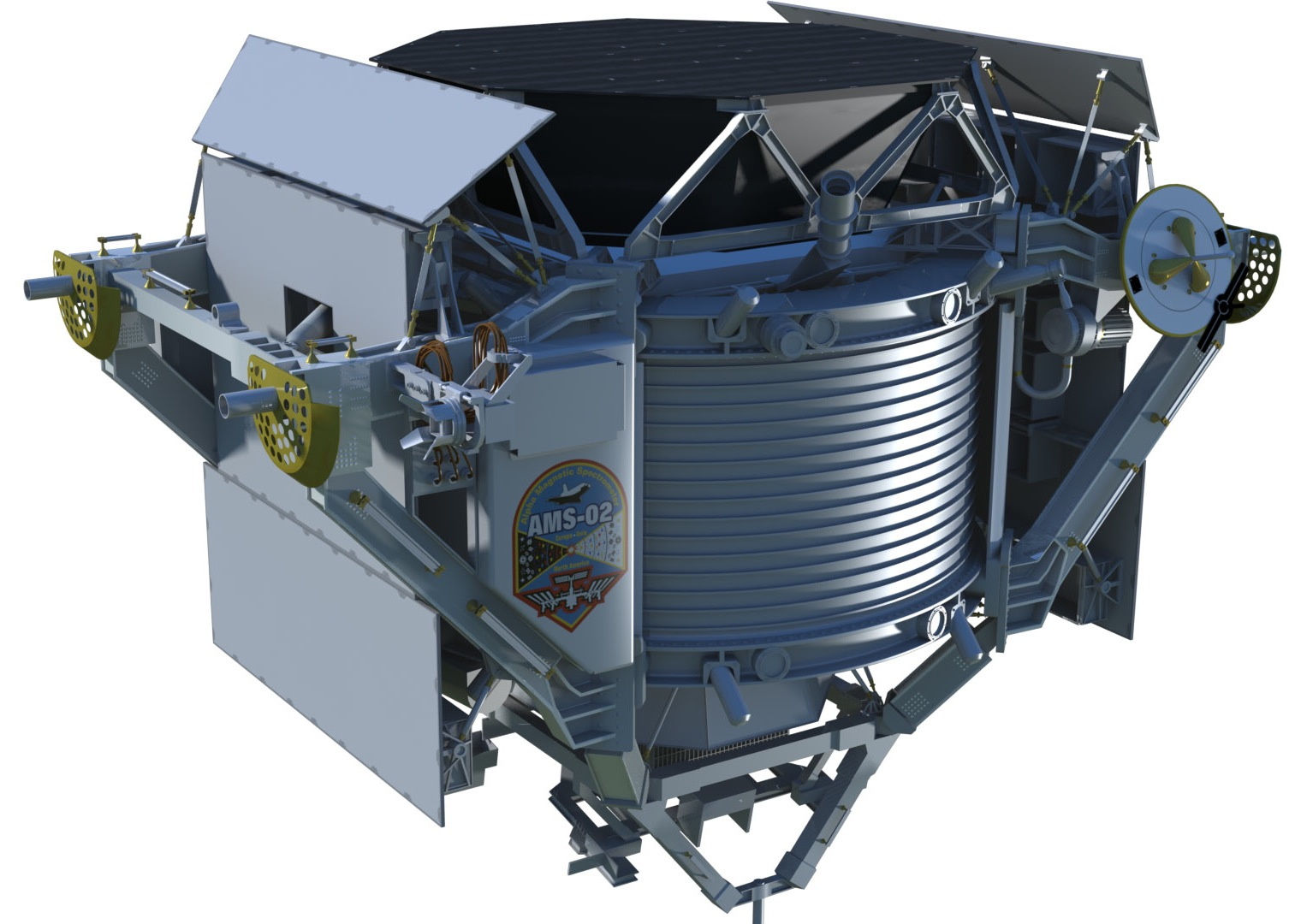

مطيافية جسيمات ألفا في الفيزياء النووية (بالإنجليزية: alpha-particle spectroscopy) هي قياس جسيمات ألفا الصادرة من عينة مشعة وتتعيين طاقتها المختلفة.كما توجد طرق لقياس أشعة غاما وأطيافها وكذلك قياس أشعة بيتا وأطيافها، أي تعيين طاقة الحركة لها.

## طرق القياس

### طريقة الشريحة
توضع نقطة من محلول تحتوي على المادة المشعة على سطح شريحة معدنية، ثم تترك حتى تجف. بهذا يتكون طبقة متجانسة للعينة.فإذا كانت العينة سميكة يؤثر ذلك على عرض خطوط الطيف في اتجاه طاقات صغيرة. ويرجع ذلك إلى فقد بعض جسيمات ألفا جزءا من طاقتها خلال حركتها ونفاذها من طبقة العينة.
ويقرب عداد وميضي من العينة لإجراء القياس.

### طريقة السائل الوميضي
الطريقة الأخرى هي استعمال عداد وميضي سائل حيث تذاب المادة المشعة في السائل الوميضي الحساس. وعند القيام بقياس النبضات الضوئية الناشئة في السائل نتيجة لامتصاصه لجسيمات ألفا فيجب أن يكون السائل شفافا حيث تقل دقة القياس إذا كان السائل معتما أو ملونا.

## طيف أشعة ألفا
تنبعث جسيمات ألفا من المواد المشعة لأشعة الفا مقترنة بطاقة محددة مختلفة من عنصر إلى عنصر. وتظهر طاقة كل شعاع ألفا في مقياس الطيف على هيئة خط. وقد يُصدر العنصر المشع خطا واحدا أو أكثر بحسب العنصر. يمكن بقياس خطوط طيف أشعة ألفا الصادرة من عينة تحديد عنصر العينة. فطيف أشعة ألفا للعنصر هي خاصة به وحده وهو بمثابة بصمة إصبع الإنسان.
من العناصر التي لها خط واحد (طاقة واحدة) البولونيوم 209Po مقدارها 4840 كيلو إلكترون فولت والبولونيم 210Po وطاقتها 5300 كيلو إلكترون فولت.
ومن العناصر التي تصدر أكثر من خط واحد لطيف أشعة ألفا مثل البلوتونيوم 239Pu (طاقتين 5100 و 5150 كيلو إلكترون فولت) والأمريسيوم241Am (طاقتين 5440 و 5480 كيلو إلكترون فولت) وهذا يعني أن في مقدور نواة البلوتونيوم والأمريسيوم إصدار جسيمات ألفا ذات طاقتين أو أكثر.

## اقرأ أيضا
- طيف انبعاث
- مطيافية الكتلة
- مطياف الإلكترونات
- مطياف زمن الطيران